# Vice Principals
Vice Principals è una serie televisiva statunitense in onda dal 17 luglio 2016 su HBO. A maggio del 2014, sono stati ordinati 18 episodi, che saranno divisi in due stagioni composte entrambe da 9 episodi. La seconda e ultima stagione è andata in onda a partire dal 17 settembre 2017.
In Italia, la serie va in onda sul canale pay Sky Generation dal 3 novembre 2016, mentre la seconda stagione è stata pubblicata su Sky Box Sets il 7 giugno 2018.

## Trama
Neal Gamby e Lee Russell sono i vicepresidi della North Jackson High School. Quando il preside in carica abbandona il ruolo per assistere la moglie malata, Gamby e Russell, che non perdono occasione per battibeccare, sono entrambi convinti di poter essere nominati per ricoprire l'incarico. Ma come dice il detto: "Tra i due litiganti, il terzo gode". Inaspettatamente l'incarico di preside viene affidato a un'esterna, una donna: Belinda Brown.
I due vicepresidi seppelliscono momentaneamente l'ascia di guerra e decidono di coalizzarsi, tentano in ogni modo di mettere in cattiva luce l'operato della nuova preside, con l'obbiettivo di farle perdere il posto, per poi poterla sostituire.

## Episodi
| Stagione         | Episodi | Prima TV USA | Prima TV Italia |
| ---------------- | ------- | ------------ | --------------- |
| Prima stagione   | 9       | 2016         | 2016            |
| Seconda stagione | 9       | 2017         | 2018            |

## Personaggi e interpreti

### Personaggi principali
- Neal Gamby, interpretato da Danny McBride, doppiato da Roberto Draghetti.
- Lee Russell, interpretato da Walton Goggins, doppiato da Roberto Certomà.[5]
- Dott.ssa Belinda Brown, interpretata da Kimberly Hebert Gregory, doppiata da Laura Romano.[6]
- Amanda Snodgrass, interpretata da Georgia King, doppiata da Francesca Manicone.
- Dayshawn, interpretato da Sheaun McKinney[7], doppiaggio da Simone Crisari
- Gale Liptrapp, interpretata da Busy Philipps, doppiata da Valentina Mari.
- Ray Liptrapp, interpretato da Shea Whigham, doppiato da Pasquale Anselmo.

### Personaggi secondari
- Janelle Gamby, interpretata da Maya G. Love, doppiata da Emanuela Ionica.
- Sig.ra Abbott, interpretata da Edi Patterson.
- Janice Swift, interpretata da Ashley Spillers.
- Christine, interpretata da Susan Park.
- Bill Hayden, interpretato da Mike O'Gorman, doppiato da Gianfranco Miranda.
- Taylor Watts, interpretata da Madelyn Cline.